# Joe Cannon
Pour les articles homonymes, voir Cannon.
Joe Cannon, né le 1er janvier 1975 à Sun Valley (Idaho), est un footballeur américain (soccer). Il met un terme à sa carrière lors de la saison 2013 de MLS.

## Distinctions
- Gardien de l'année de MLS : 2002 et 2004